# Геодезија
Геодезија је научна дисциплина која се бави мерењем и приказивањем Земље, њеног гравитационог поља, и геодинамичких појава као што су: померање полова, плима и осека и гибање земљине коре. Особе које се професионално баве геодезијом зову се геодете. Геодезија се убраја међу најстарије науке.
Можемо рећи да је геодезија научна дисциплина која се бави премером земљине површине, уносом података у катастар и приказом те површине израдом планова и карата. Планови и карте израђују се на основу података прикупљених на терену различитим геодетским инструментима и различитим методама рада. Ти подаци омогућавају да сви објекти на површи земље, испод ње као и у ваздуху, који чине садржину плана или карте, задрже свој облик и међусобни положај.
Карте и планови имају изузетан значај за привредни и друштвени развитак друштва, као и стратешки значај за војне потребе. Такође, карте омогућавају упознавање са нашом и другим земљама. Географија се не може успешно изучавати без карата. Захваљујући њима добија се јасна представа о географском положају појединих земаља и континената. Без њих би било немогуће организовано комуницирање људи и превозних средстава. Њихов значај је велики и без њих, било би немогуће живети у савременом свету.
У геодезији се углавном мере угловне и линеарне величине. Њиховом обрадом долази се до различитих података, као што су правоугле координате и надморске висине појединих тачака.

## Историја геодезије
Први трагови геодезије налазе се код старих античких народа: Вавилонаца, Асираца, Египћана и Грка. Велики системи за наводњавање изграђени у Месопотамији, као и регулација реке Нила сигурно су изискивали нека знања о мерењу. Нажалост, о њима не постоје никакви писани трагови.
У делу „Историја астрономске школе“ проф. Милутина Миланковића се налази:

Египат је био колевка геометријске науке, а да је то постао има свој нарочити узрок. Онде скоро и нема кише и цео тај крај био би пустиња као и други велики делови северне Африке, кад га Нил не би наводњавао. Та силна река излива се скоро сваке године из свога корита, плави сву околину и оставља на њој плодоносан талог, који обећава богату жетву. Но пре него што се приступи сејању, било је одувек потребно да се замуљене или разлокане границе појединих имања успоставе и предају опорезованим поседницима на обраду. А тај посао разграничавања имања могућан је само помоћу геодезије. Из те потребе родила се у Египту геометрија као неопходна практична наука.

Из цитираног става закључује се да се геодезија развила као практична геометрија ради практичних потреба премеравања земљишта. Знатно касније појавио се термин „геодезија“ од грчких речи „гео“ (земља) и „део“ (делити), односно „деоба земље“.
До Питагоре сматрало се да је Земља плоча окружена морима и океанима. Посматрајући на отвореном мору појаву и нестанак бродова, Питагора је претпоставио да је Земља лоптастог облика, што је касније потврдио Аристотел.
Сазнање да је Земља лоптастог облика инспирисало је тадашње научнике да одреде њене димензије. Познати александријски геодета Ератостен запазио је, да се у Асуану у летњем периоду, Сунце огледа у бунару, док у Александрији, која је северно од Асуана, ову појаву није запазио. То значи да је у Асуану тада Сунце било у зениту. Помоћу доста примитивне справе (скафиан) измерио је у Александрији угао φ између правца ка Сунцу и зенита. Угао φ износио је педесети део пуног круга. Поред тога одредио је и растојање од Асуана до Александрије s = 5000 стадија (стадија је стара мера за дужину). На основу ових података одредио је да обим Земље износи 250.000 стадија. Ово су први подаци о величини наше планете.
Све до XVII века сматрало се да је Земља у облику лопте. Исак Њутн је први констатовао да Земља нема облик лопте, већ је, користећи теорију о привлачности тела, претпоставио да је Земља облика обртног елипсоида. Уз претпоставку да је у свом настанку Земља била усијана течна маса, која је ротирала око своје осе, облик Земље морао се формирати као обртни елипсоид (обртни елипсоид је тело које настало ротацијом елипсе око мање осе). Побуђена сазнањем да је Земља облика обртног елипсоида, Француска академија наука упућује две експедиције, једну што ближе Екватору, у Перу, а друга што ближе Северном полу у Лапонију. Задатак ових експедиција био је да се потврди или демантује претпоставка да је Земља облика обртног елипсоида. И заиста на основу мерења, утврђено је да једном степену географске ширине у близини пола одговара већа дужина лука меридијана него на Екватору. Ови подаци несумњиво су потврдили да је Земља спљоштена на половима, а развучена на Екватору. Тиме је научно потврђена Њутнова теорија о облику Земље.
У то време дужине лукова меридијана одређивало је више држава на различитим географским ширинама. На основу свих извршених мерења требало је одредити најпоузданије вредности димензија Земље. Другим речима, појавио се проблем изравнања резултата извршених мерења. Међу првима, овим се проблемом бавио Руђер Бошковић. Он је као полазни став при изравнању усвојио да су поправака вредности извршених мерења буде минимум. Овакав приступ изравнања мерених вредности није нашао практичну примену.
Касније је Гаус, 1809. године, поставио основе теорије изравнања резултата извршених мерења уз услов да сума квадрата поправака вредности мерених величина буде минимум. Теорија изравнања, коју је дефинисао Гаус још увек се користи при математичкој обради резултата мерених величина у геодезији. Последњих година ова теорија доживљава извесне модификације у смислу њеног уопштења. Тиме су знатно проширене могућности теорије најмањих квадрата.

## Историја геодезије у Србији
Геодетска делатност на тлу наше земље почела је крајем XVIII века. Прве радове извела је Геодетска служба Аустроугарске монархије на подручју Војводине. Геодетски институт Генералштаба српске војске почео је своју делатност 1878. године и од тада датирају први радови на територији Србије. Геодетске мреже које је овај институт развио, ослањале су се на западним и северним деловима на мреже Аустроугарске монархије. Између два светска рата извршен је детаљни премер великих делова Србије. Основна намена овог премера била је да се добије основа за опорезивање поседника и решавање имовинско-правних односа.
После Другог светског рата настављено је са детаљним премером неснимљених територија и до сада су прикупљени подаци о свим парцелама и објектима у Србији. Нарочито је посвећена пажња градским геодетским радовима.
У последње време, у области савремене геодезије обилато се користе могућности рачунара, ГПС (глобални сателитски систем за позиционирање) и ГИС-а (географски информациони систем). Најављено је и увођење ГИС-а у Србији на државном нивоу.

## Подела геодезије
Геодезија се бави стручним и научним проблемима, те се по свом карактеру дели на вишу и нижу.

### Виша геодезија
Виша геодезија бави се изучавањем облика и димензија Земље као небеског тела и узимањем у обзир закривљености земљине површи приликом изравнања геодетских мрежа.
У данашњем времену, читаве државе прекривене су геодетским мрежама високе тачности. Виша геодезија, користећи сателите, треба да успостави везу између геодетских мрежа разних држава, па и континената. На тај начин доћи ће се до јединствене светске геодетске мреже.

### Нижа геодезија
Нижа геодезија, практична геодезија, има врло широку примену у пракси приликом решавања различитих задатака. Основни задатак ниже геодезије јесте премер земљишта на основу којег се долази до ситуационих планова, односно планова који поред хоризонталне имају и вертикалну представу терена.
Ситуациони планови, нумерички и остали подаци премера земљишта користе се у разне сврхе привредне и друштвене делатности: у грађевинарству, хидротехници, урбанизму, индустрији, рударству, пољопривреди, шумарству, финансијама и економији, статистици, у области државне управе и правосуђа итд. Богатство садржаја геодетских планова о простору и објектима на физичкој површи земље и испод ње, пружају разне, веома корисне информације, које су од интереса за скоро све делатности.
Лако је закључити да се радови из области ниже геодезије надовезују на радове више геодезије, чији подаци и рачунања служе као подлога за радове у нижој геодезији. Сва рачунања и мерења при којима се води рачуна о закривљености земљине површи, спадају у домен ниже геодезије.

## Геодетски радови
Геодетски радови састоје се из мерења која се обављају на терену, и њихове обраде која се обавља у канцеларији. При томе су могуће грешке које се појављују и поред највеће пажње и савесног рада геодетских стручњака. Треба разликовати грубе, систематске и случајне грешке. Систематске и грубе грешке се морају пронаћи и избацити из резултата мерења, док случајне грешке остају у резултатима. Зато се принцип контроле доследно поштује у свим геодетским радовима. За све величине које се мере обезбеђују се бар две или више вредности, па се одмах на терену може контролисати њихов квалитет упоређењем вредности истих величина измерених више пута. Поред тога, мерене величине стоје у некаквим унапред дефинисаним математичким условима међузависности, који услед неизбежних грешака мерења неће бити задовољени. Појавиће се одступања која се морају налазити у границама дозвољених вредности. Дозвољена одступања прописују се за све врсте геодетских мерења посебно за сваку категорију тачности геодетских радова.
Такође постоје контроле за сваку фазу рачунског процеса при математичкој обради мерених величина (рачунске контроле).

## Геодетски инструменти
- Теодолит је геодетски инструмент за мерење хоризонталних и вертикалних углова.
- Пантљика (пољска, ручна, прецизна), као и инварске жице, служе за непосредно мерење дужина.
- Даљиномер је геодетски инструмент за индиректно (посредно) мерење дужина.
- Дистомат је геодетски инструмент за мерење дужина.
- Нивелир је геодетски инструмент за мерење висинских разлика.
- Призма је помоћни геодетски инструмент за снимање детаља, одн. обележавање значајних тачака током снимања.
- Тахиметар је геодетски инструмент за снимање детаља (тахиметрија).
- Тотална станица је геодетски инструмент за мерење и рачунање свих геодетских података.
- Мареограф је геодетски инструмент за сталну и аутоматску регистрацију нивоа површи мора.
- Геодетски сто служи за топографско снимање.
- Кипрегл је геодетски инструмент за топографско снимање.
- Планиметар је геодетски инструмент за рачунање површина.